# Vento stellare

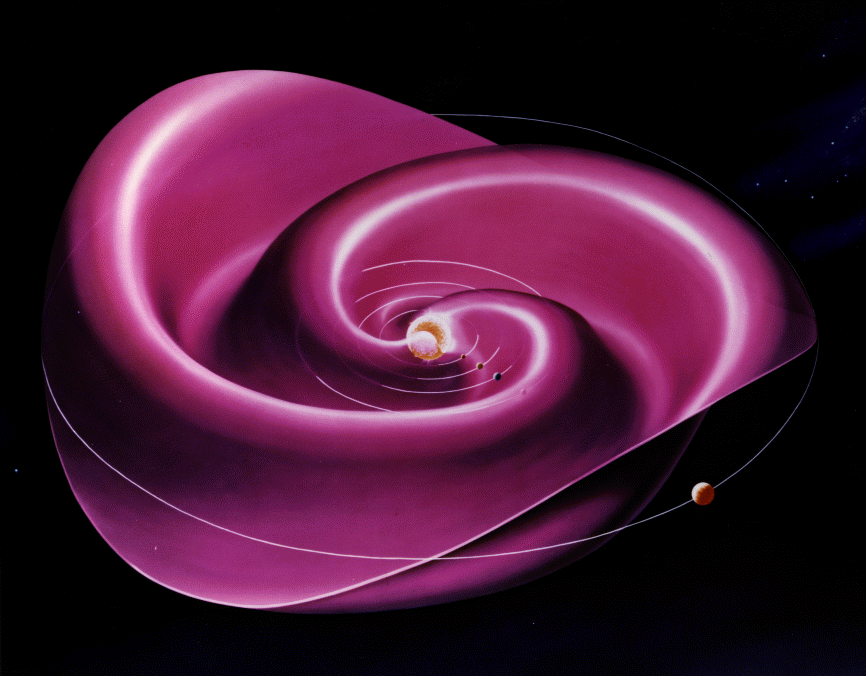
La corrente eliosferica diffusa, un flusso di particelle che fa parte del vento solare.

Il vento stellare è un flusso di gas elettricamente neutro o elettricamente carico  emesso dall'atmosfera superiore di una stella. Si distingue dai flussi molecolari bipolari, tipici delle stelle neoformate, per essere poco collimato, anche se i venti stellari non si propagano uniformemente secondo una simmetria sferica. I venti stellari sono responsabili di una certa perdita di massa da parte delle stelle.
Ogni tipologia stellare possiede un differente tipo di vento stellare.
Le stelle in una fase successiva alla sequenza principale, prossime al termine della propria evoluzione, tendono spesso a perdere gran parte della propria massa (con valori prossimi a 10-3 Mʘ l'anno) in dei venti molto lenti, con velocità dell'ordine dei 10 km/s. Di questa classe di stelle fanno parte le giganti e supergiganti rosse e le stelle del ramo asintotico delle giganti. Gli astrofisici ritengono che tali venti siano guidati dalla pressione di radiazione esercitata sulla polvere che si condensa nell'alta atmosfera della stella.  Attorno a Betelgeuse, per esempio, i radiotelescopi possono vedere una serie di cerchi concentrici che sono il risultato dell'imponente perdita di massa della stella. Una stella di grande massa può perdere anche varie masse solari nel corso della sua vita a causa del forte vento stellare.
Le stelle di classe G, come il Sole, possiedono dei venti che si dipartono dalla corona, una regione dell'alta atmosfera molto calda ed altamente magnetizzata; in particolare, il vento emesso dal Sole prende il nome di vento solare. Tali venti consistono essenzialmente di elettroni e protoni ad alta energia (circa 1 keV), in grado di sfuggire alla gravità dell'astro a causa dell'alta temperatura coronale.
Le stelle massicce di classe O e B e le stelle di Wolf-Rayet possiedono dei venti stellari estremamente veloci (con velocità spesso superiori a 2000 km/s), ma con una perdita di massa inferiore a quella delle stelle più vecchie (inferiore dunque a 10-6 Mʘ l'anno). Si ritiene che tali venti siano guidati dalla pressione di radiazione esercitata sulle linee di assorbimento in risonanza di alcuni elementi chimici pesanti, come carbonio e azoto. Tali venti sono spesso all'origine di bolle nel mezzo interstellare, dette bolle di vento stellare. Il raggio massimo di questa bolla è dove la pressione interna diventa uguale a quella del mezzo circumstellare, cioè la forza del vento non è più sufficiente a spingere indietro il mezzo interstellare. La dimensione tipica di una bolla è ~ 30 pc, con temperatura interna dell'ordine di 106 K e densità n ~ 0,01 cm-3. Queste bolle interstellari, da una prima fase di conservazione di energia, si espandono creando un caldo guscio (le collisioni ad altissima velocità riscaldano il gas del vento stellare portandolo a temperature abbastanza alte che esso emette nel range dei raggi X), e arrivano a una certa altezza di stallo dove le perdite radiative causano il collasso della bolla stessa.
In associazioni di stelle di tipo spettrale O e B, una combinazione di forte vento stellare ed esplosioni di supernovae concorrono a formare una grande cavità nel mezzo circumstellare che può eventualmente espandersi al di là del disco e dunque creare un canale di comunicazione disco-alone. Questo meccanismo prende il nome di fontana galattica.
Sebbene i venti emessi dalle stelle di sequenza principale non influenzino in maniera decisiva l'evoluzione dell'astro, durante le ultime fasi evolutive si trovano spesso ad avere un ruolo determinante nel destino della stella: infatti molte stelle di massa intermedia evolvono in nebulose planetarie e poi in nane bianche, anziché esplodere in supernovae ed evolvere in stelle di neutroni, proprio a causa della perdita di massa col vento stellare, che fa sì che il nucleo raggiunga una massa inferiore al limite di Chandrasekhar, corrispondente ad 1,44 Mʘ.